# Progressione del record mondiale dei 5000 metri piani femminili

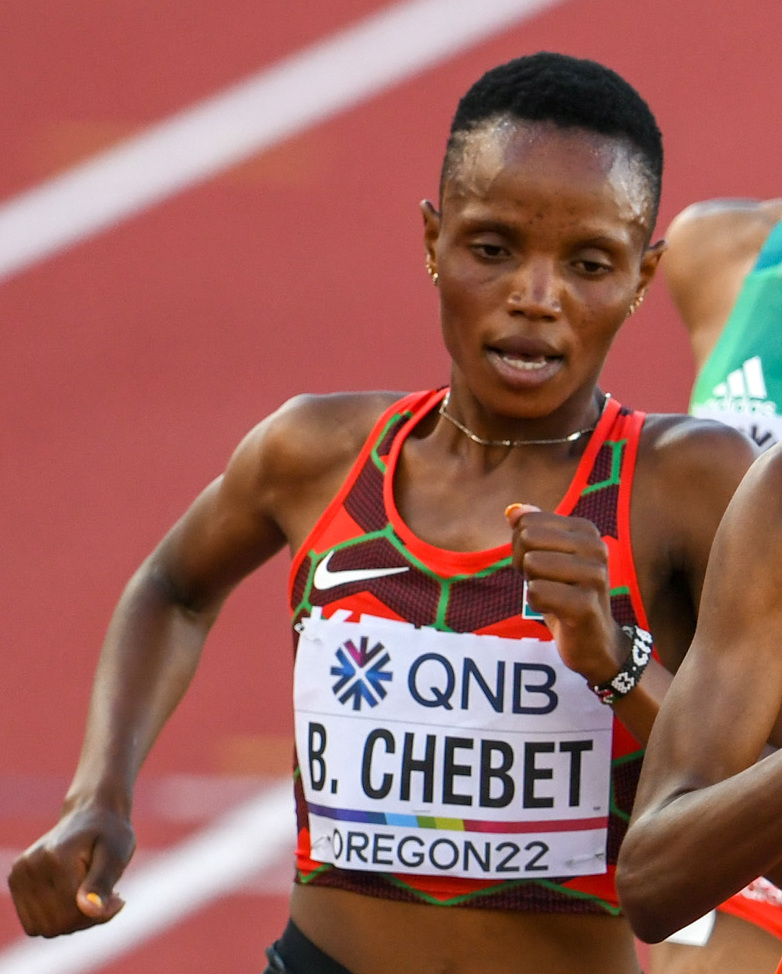
Beatrice Chebet, detentrice del record mondiale della specialità

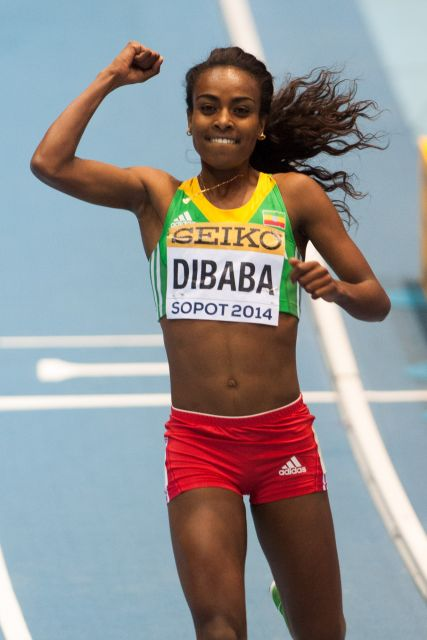
Genzebe Dibaba, detentrice del record mondiale indoor della specialità

La voce seguente illustra la progressione del record mondiale dei 5000 metri piani femminili di atletica leggera.
Il primo record mondiale femminile venne riconosciuto dalla federazione internazionale di atletica leggera nel 1981. Ad oggi, la World Athletics ha ratificato ufficialmente 17 record mondiali assoluti e 10 record mondiali indoor di specialità.
Nel 1984 Zola Budd corse in 15'01"83 ma il tempo non venne ratificato come record mondiale in quanto il Sudafrica, paese che rappresentava l'atleta, non era accettato come membro della federazione internazionale per via del boicottaggio contro l'apartheid. Successivamente la Budd acquisì la cittadinanza britannica ed il suo record del 1985, 14'48"07 venne ratificato.

## Progressione

### Record assoluti
| Tempo    | Atleta             | Nazione       | Luogo                   | Data              | Note |  |
| -------- | ------------------ | ------------- | ----------------------- | ----------------- | ---- |  |
| 15'14"51 | Paula Fudge        | Regno Unito   | Knarvik, Norvegia       | 13 settembre 1981 |      |  |
| 15'13"22 | Anne Audain        | Nuova Zelanda | Auckland, Nuova Zelanda | 17 marzo 1982     |      |  |
| 15'08"26 | Mary Decker        | Stati Uniti   | Eugene, Stati Uniti     | 5 giugno 1982     |      |  |
| 14'58"89 | Ingrid Kristiansen | Norvegia      | Oslo, Norvegia          | 28 giugno 1984    |      |  |
| 14'48"07 | Zola Budd          | Regno Unito   | Londra, Regno Unito     | 26 agosto 1985    |      |  |
| 14'37"33 | Ingrid Kristiansen | Norvegia      | Stoccolma, Svezia       | 5 agosto 1986     |      |  |
| 14'36"45 | Fernanda Ribeiro   | Portogallo    | Hechtel, Belgio         | 22 luglio 1995    |      |  |
| 14'31"27 | Dong Yanmei        | Cina          | Shanghai, Cina          | 21 ottobre 1997   |      |  |
| 14'28"09 | Jiang Bo           | Cina          | Shanghai, Cina          | 23 ottobre 1997   |      |  |
| 14'24"68 | Elvan Abeylegesse  | Turchia       | Bergen, Norvegia        | 11 giugno 2004    |      |  |
| 14'24"53 | Meseret Defar      | Etiopia       | New York, Stati Uniti   | 3 giugno 2006     |      |  |
| 14'16"63 | Meseret Defar      | Etiopia       | Oslo, Norvegia          | 15 giugno 2007    |      |  |
| 14'11"15 | Tirunesh Dibaba    | Etiopia       | Oslo, Norvegia          | 6 giugno 2008     |      |  |
| 14'06"62 | Letesenbet Gidey   | Etiopia       | Valencia, Spagna        | 7 ottobre 2020    |      |  |
| 14'05"20 | Faith Kipyegon     | Kenya         | Parigi, Francia         | 9 giugno 2023     |      |  |
| 14'00"21 | Gudaf Tsegay       | Etiopia       | Eugene, Stati Uniti     | 17 settembre 2023 |      |  |
| 13'58"06 | Beatrice Chebet    | Kenya         | Eugene, Stati Uniti     | 5 luglio 2025     |      |  |

### Record indoor
| Tempo     | Atleta           | Nazione     | Luogo                   | Data             | Note |
| --------- | ---------------- | ----------- | ----------------------- | ---------------- | ---- |
| 15'34"5 m | Margaret Groos   | Stati Uniti | Blacksburg, Stati Uniti | 20 febbraio 1981 |      |
| 15'17"28  | Sonia O'Sullivan | Irlanda     | Boston, Stati Uniti     | 26 gennaio 1991  |      |
| 15'13"72  | Uta Pippig       | Germania    | Stoccarda, Germania     | 10 febbraio 1991 |      |
| 15'03"17  | Liz McColgan     | Regno Unito | Birmingham, Regno Unito | 22 febbraio 1992 |      |
| 14'47"35  | Gabriela Szabó   | Romania     | Dortmund, Germania      | 13 febbraio 1999 |      |
| 14'39"29  | Berhane Adere    | Etiopia     | Stoccarda, Germania     | 31 gennaio 2004  |      |
| 14'32"93  | Tirunesh Dibaba  | Etiopia     | Boston, Stati Uniti     | 29 gennaio 2005  |      |
| 14'27"42  | Tirunesh Dibaba  | Etiopia     | Boston, Stati Uniti     | 27 gennaio 2007  |      |
| 14'24"37  | Meseret Defar    | Etiopia     | Stoccolma, Svezia       | 18 febbraio 2009 |      |
| 14'18"86  | Genzebe Dibaba   | Etiopia     | Stoccolma, Svezia       | 19 febbraio 2015 |      |